# Magellanpingvin
Magellanpingvin (Spheniscus magellanicus) är en sydamerikansk fågel i familjen pingviner inom ordningen pingvinfåglar.

## Utseende
Magellanpingvinen är med en kroppslängd på 70 cm en av de mindre pingvinarterna. Likt den nordligare humboldtpingvinen, men olikt övriga pingviner, har den vit strimma på huvudsidan. Från humboldtpingvinen skiljer den sig genom mindre näbb, mindre skärt vid näbbroten, bredare vitt band på sidan av huvudet och två mörka bröstband istället för ett. Ungfågeln saknar vuxna fågelns huvudteckning. Istället är den mörkgrå på hjässan och ljusgrå eller vitaktig på kinderna, strupen och hakan med ett otydligt grått band på bröstet.

## Utbredning och systematik
Magellanpingvinen förekommer längs Patagoniens kuster, i Argentina, Chile, Uruguay och ibland södra Brasilien. Den häckar även i Falklandsöarna och Juan Fernández-öarna. Den behandlas som monotypisk, det vill säga att den inte delas in i några underarter.

## Levnadssätt
Magellanpingvinen är ganska skygg, men sällskaplig och högljudd i häckningskolonierna. Jämfört med humboldtpingvinen är den möjligen mer pelagisk under häckningstiden. Den ses oftast i grupper med upp till 50 fåglar.

## Status och hot
Arten har ett stort utbredningsområde och en stor population som uppskattas till mellan 1,1 och 1,6 miljoner par, varav 900 000 utmed den argentinska kusten, 100 000 i Falklandsöarna och minst 144 000 par i Chile. Fram till 2020 ansågs arten minska relativt kraftigt i antal och listades därför som nära hotad av internationella naturvårdsföreningen IUCN. Nya data visar dock på att beståndet troligen är stabilt idag eller endast svagt minskande, varför den numera kategoriseras som livskraftig. Största hoten mot fågeln kommer från oljeutsläpp, fiskindustrin samt från klimatförändringar.